# Maas Viking (schip, 2009)
De Maas Viking was een zogenaamde roll-on-roll-offschip (roro) dat in 2009 in Odense is gebouwd, en onder Britse vlag voer. Het schip werd ingezet op de veerdienst tussen Vlaardingen en Immingham.
Samen het het zusterschip Humber Viking verving de Maas Viking de Maersk Vlaardingen en de Maersk Voyager, die in 2010 zijn verkocht aan het Tunesische CoTuNav.
Het schip is in 2012 verkocht en kreeg de nieuwe naam Kent onder de vlag van Luxemburg, in 2013 nogmaals en werd de naam Hatche onder Turkse vlag.